# Tortilla Heaven
Tortilla Heaven è un film commedia del 2007 diretto da Judy Hecht Dumontet. 

## Accoglienza
Sul sito aggregatore di recensioni Rotten Tomatoes, il 25% delle recensioni di 12 critici è positivo, con una valutazione media di 4,5/10. Metacritic, che utilizza una media ponderata, ha assegnato al film un punteggio di 22 su 100, sulla base di 4 critici, indicando recensioni "generalmente sfavorevoli".